# Esther Szekeres
Esther Szekeres (Idioma húngaro: Klein Eszter, 20 de febrero de 1910 - 28 de agosto de 2005) fue una matemática australiana de origen judeo-húngaro.

## Biografía
Esther Klein nació en una familia de origen judío en Budapest, Reino de Hungría en 1910, su madre era Ignaz Klein. Klein era una miembro de un grupo de húngaros en el que estaban Paul Erdős, George Szekeres y Pál Turán que estudiaba los problemas matemáticos más interesantes.
En 1933, Klein propone al grupo un problema combinatorio que Erdös había nombrado como el problema del final feliz, ya que condujo a Esther a su matrimonio con George Szekeres en 1937, con quien tuvo dos hijos.
Tras el estallido de la Segunda Guerra Mundial, Esther y George Szekeres emigraron a Australia después de pasar varios años en Hongkou, una comunidad de refugiados ubicados en Shanghái, República Popular China. En Australia, se establecieron originalmente en Adelaida antes de trasladarse a Sídney, en la década de 1960.
En Sídney, Esther dio una conferencia en la Universidad de Macquarie y participó activamente en el enriquecimiento de las matemáticas para los estudiantes de la escuela secundaria. En 1984, fundó conjuntamente una reunión de superación matemáticas semanal que se expandió en un programa de unos 30 grupos que continuaron reuniéndose cada semana e inspiró a los estudiantes de la escuela secundaria de Australia y Nueva Zelanda.
En 2004, ella y George se fueron de nuevo a Adelaida, en donde, el 28 de agosto de 2005, ella y su marido murieron con una hora de diferencia.